# Airbus Helicopters H225 Super Puma
Cet article concerne un hélicoptère civil. Pour la version militarisée, voir Airbus Helicopters H225M Caracal.
L'Airbus Helicopters H225 Super Puma est un hélicoptère de la classe 11 tonnes fabriqué par Airbus Helicopters, anciennement Eurocopter qui a effectué son premier vol en novembre 2000. Son équivalent militaire est le Caracal. Il est le dernier né de la famille des Super Puma.
Depuis le changement de dénomination sociale de l'hélicoptériste en janvier 2014, les EC225 Super Puma sont désignés H225 Super Puma.

## Caractéristiques
Sa principale utilisation dans le secteur civil est le transport extracôtier pour le compte des pétroliers (relève du personnel sur plate-forme pétrolière et missions SAR). Quelques appareils sont aussi utilisés pour le transport des personnalités gouvernementales (Japon, Algérie...).
Il se caractérise par rapport au Super Puma L2 ou AS332L2 par un rotor cinq pales, une plus grande autonomie et une charge utile plus élevée ainsi qu'une nouvelle avionique.
Il est équipé de deux turbomoteurs Makila 2A (ou 2A1) de Turbomeca d'une puissance maximum en mode d'urgence de 2 450 ch chacun à régulation FADEC totalement électronique, ce qui est une première dans la famille Super Puma.

## Opérateurs gouvernementaux et militaires

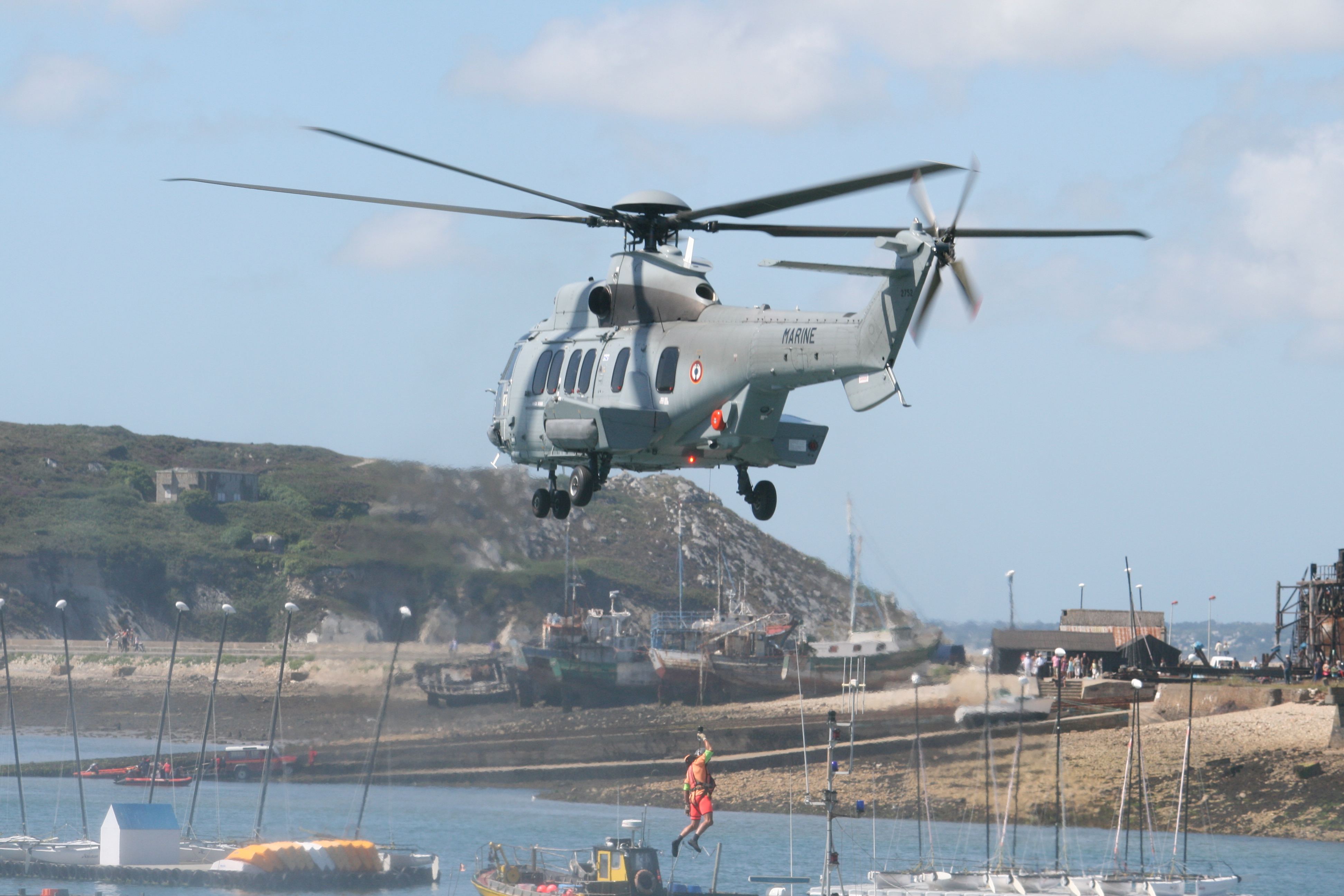
Airbus Helicopters H225M Caracal de la flottille 32F de la marine française.

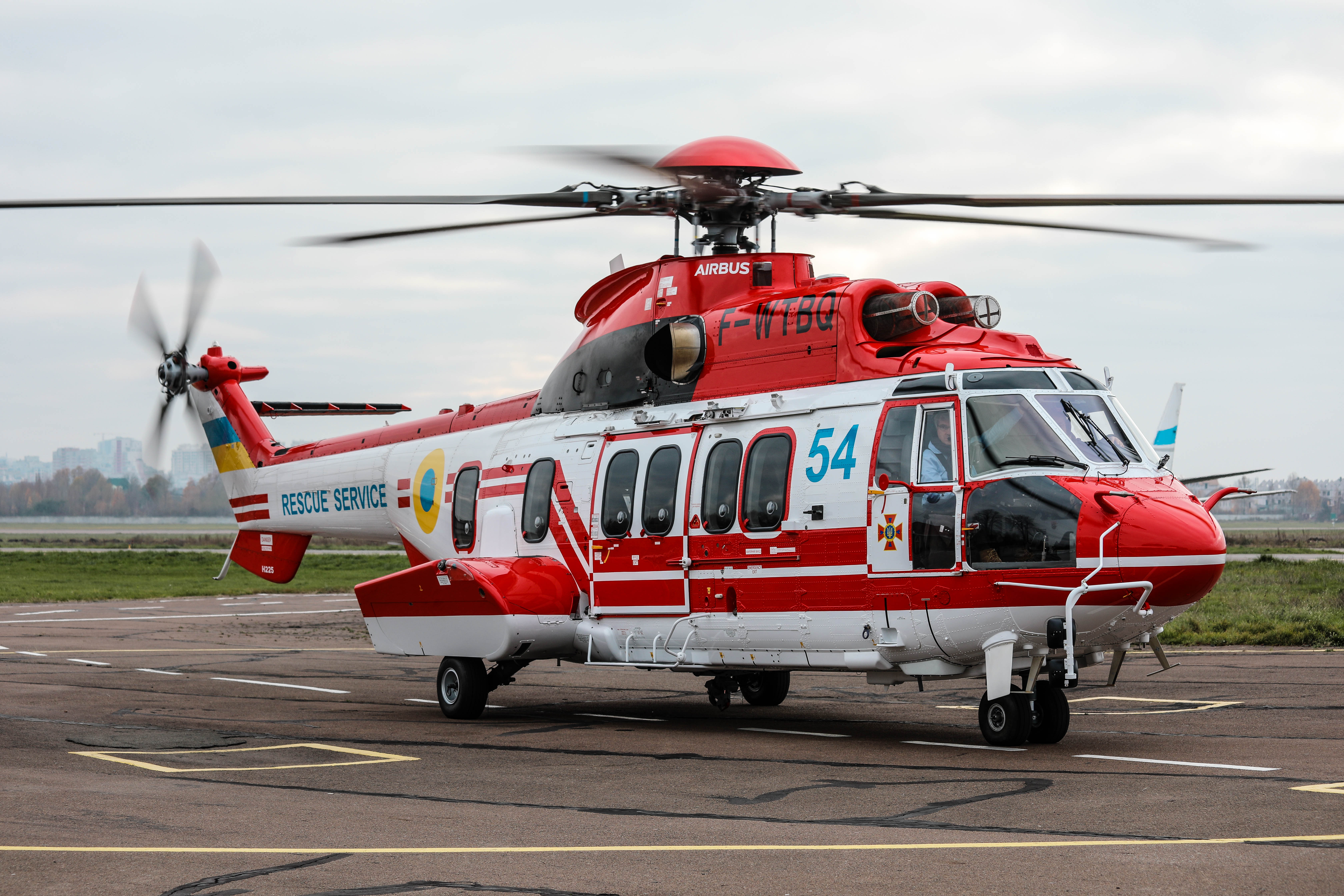
L'hélicoptère qui s'est écrasé le 18 janvier 2023 en novembre 2020

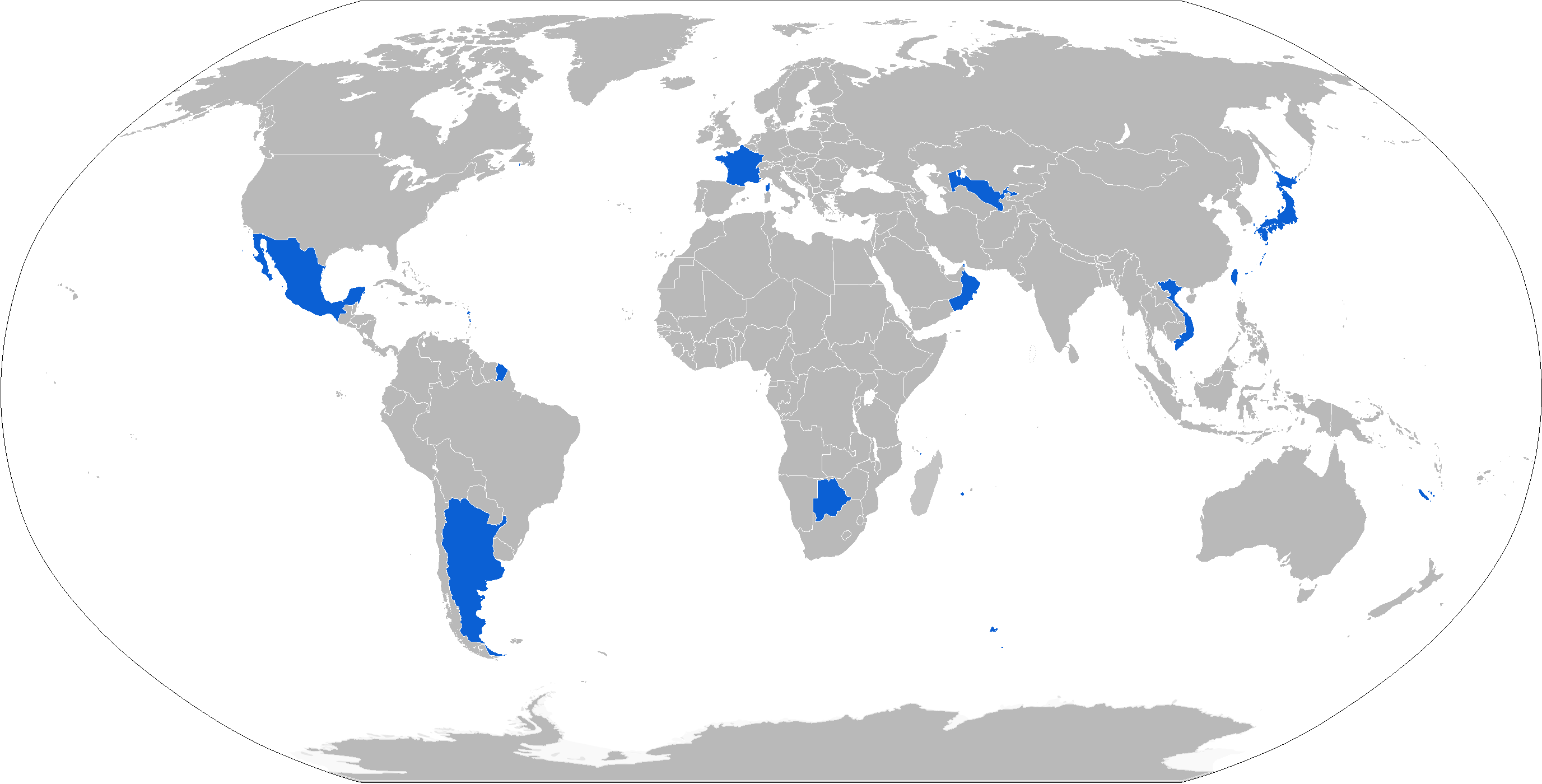
Opérateurs militaires du EC225 dans le monde.

- Argentine : La préfecture navale argentine s'équipe en EC225 afin de remplacer ses plus anciens hélicoptères[5].
- Chine : Le 26 août 2009, le ministère des Transports de la république populaire de Chine signe l'achat de deux hélicoptères supplémentaires de classe EC225, ce qui porte le total à 4[6].
- France : L'armée française possède 19 Airbus Helicopters H225M Caracal, Initialement pour l'Armée de Terre, l'Armée de l'Air et la Marine, ils sont progressivement transférés à la seconde. Airtelis, filiale du gestionnaire du réseau de transport d'électricité, RTE, dispose de deux EC 225, reçus le 17 novembre 2011 et le 9 mai 2012.
- Japon : La Force terrestre d'autodéfense japonaise a reçu 3 AS225LP, destinés à remplacer les AS332L destinés aux missions de transport de VIP. Cinq EC225 ont été commandés par les garde-côtes japonais, le dernier a été réceptionné en 2015. Six autres sont commandés en mars 2015 pour une livraison à partir de 2018[7]. Trois appareils supplémentaires sont commandés en 2024, pour une flotte future de 18 appareils[8]. Elle utilise en outre trois AS332[9].
- Oman : La force aérienne royale d'Oman dispose de 6 Super Puma multirôles[10].
- Ouzbékistan : Forces aériennes et défense aérienne ouzbèke.
- Taïwan : 3 appareils opérant au sein de la Force aérienne de la république de Chine.
- Tanzanie : 2 H225 commandés[11].
- Viêt Nam : En 2009 et 2010, la filiale de Service Flight Corporation of Vietnam (SFC VN) a reçu deux EC 225 pour l’exploration extracôtiere, les opérations de recherche et de sauvetage. Et le 25 décembre 2011, la marine populaire vietnamienne a reçu 2 EC 225[12].
- Ukraine : Achat de 21 H225 d'occasion en juillet 2018 et adaptés pour des missions de recherche et secours, de sécurité civile, et de services médicaux d'urgence pour le ministère de l'intérieur dont le Service national des gardes-frontières d'Ukraine; leur livraison a commencé à partir de fin 2018[13]. Au moins 10 livrés fin 2021[14]. Le 18 janvier 2023, un exemplaire s'est écrasé sur une école maternelle à Brovary, en Ukraine. Le ministre de l'intérieur Denys Monastyrsky, son premier adjoint Levgueni Lenine, 42 ans et un autre haut responsable du ministère ainsi que plusieurs enfants et civils y ont perdu la vie.

- Corée du Sud : ce pays en possède plusieurs au sein du NRS.

- Grèce : devrait en commander 8 exemplaires pour la lutte anti-incendie en 2025[15].

- Allemagne : commande de 38 appareils + 6 en option pour la Police fédérale[16].

## Opérateurs civils
- Groenland : Achat de 2 appareils en 2020 pour le compte de la compagnie aérienne Air Greenland. Les deux appareils servent pour les recherches et sauvetage en mer (SAR). Ils remplacent ainsi les S61 en service depuis des décennies.
- Islande : 2 appareils pour le compte d'Icelandic Coast Guard (mission de recherche et de sauvetage en mer SAR). TF-EIR et TF-GRO sont les immatriculations des deux appareils.
- Chine : Achat de 20 appareils opérés par la compagnie GDAT. Les appareils ont différentes fonctions, SAR, transport public, hélitreuillage...
- Italie : 1 premier appareil opéré par Westair Helicopters sur le marché offshore pétrolier en Namibie[17]

## Compléments